# ガーマンアノール
ガーマンアノール（学名：Anolis garmani）は、爬虫綱有鱗目トカゲ亜目イグアナ科アノールトカゲ属に分類されるトカゲの一種。

## 分布
ジャマイカを原産地とする。
フロリダ、西インド諸島、台湾に移入分布している。

## 特徴
全長20-25cm。
昼行性で、昆虫等を捕食する。

## 外来種問題
近縁種のグリーンアノールが小笠原諸島などに定着しており、生態系に大きな悪影響を与えている。本種は日本には定着していないが、野生化を未然に防止するために、外来生物法によって特定外来生物に指定されている。